# Schloss Kartlow

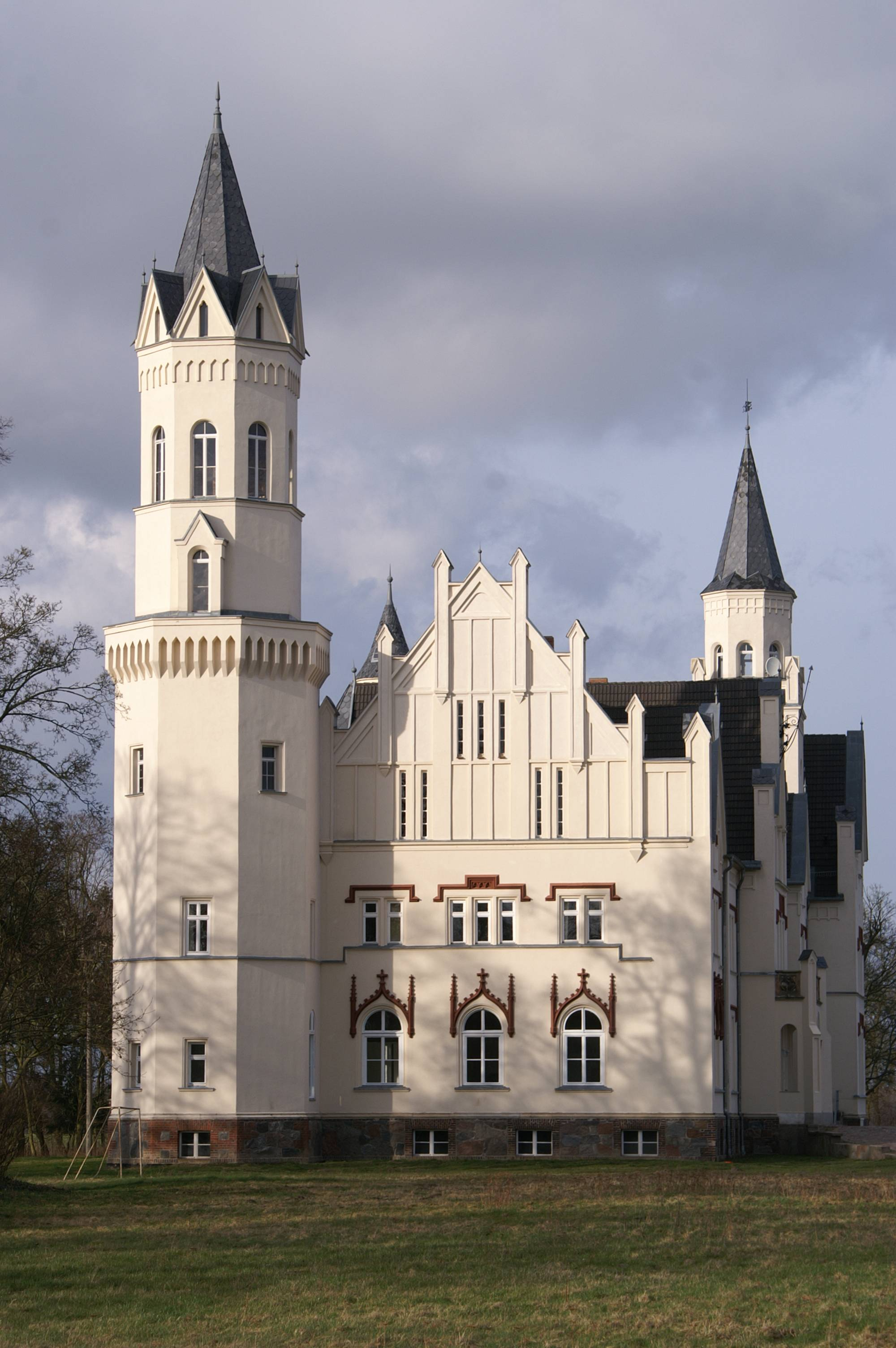
Schloss Kartlow

Schloss Kartlow ist ein Herrenhaus im Landkreis Vorpommern-Greifswald im Kruckower Ortsteil Kartlow. Woldemar von Heyden gab in der Mitte des 19. Jahrhunderts den Auftrag zum Bau des Herrenhauses nach Plänen Friedrich Hitzigs. Der Entwurf des Landschaftsparks stammt von Peter Joseph Lenné. Bis 1945 blieb das Herrenhaus im Besitz der Familie von Heyden. Nachdem während der DDR-Zeit Wohnungen und ein Konsum eingerichtet worden waren, befindet sich das Schloss heute in Privatbesitz. Im Wirtschaftshof wird ein Gestüt betrieben.

## Geschichte

### Vorgängerbauten

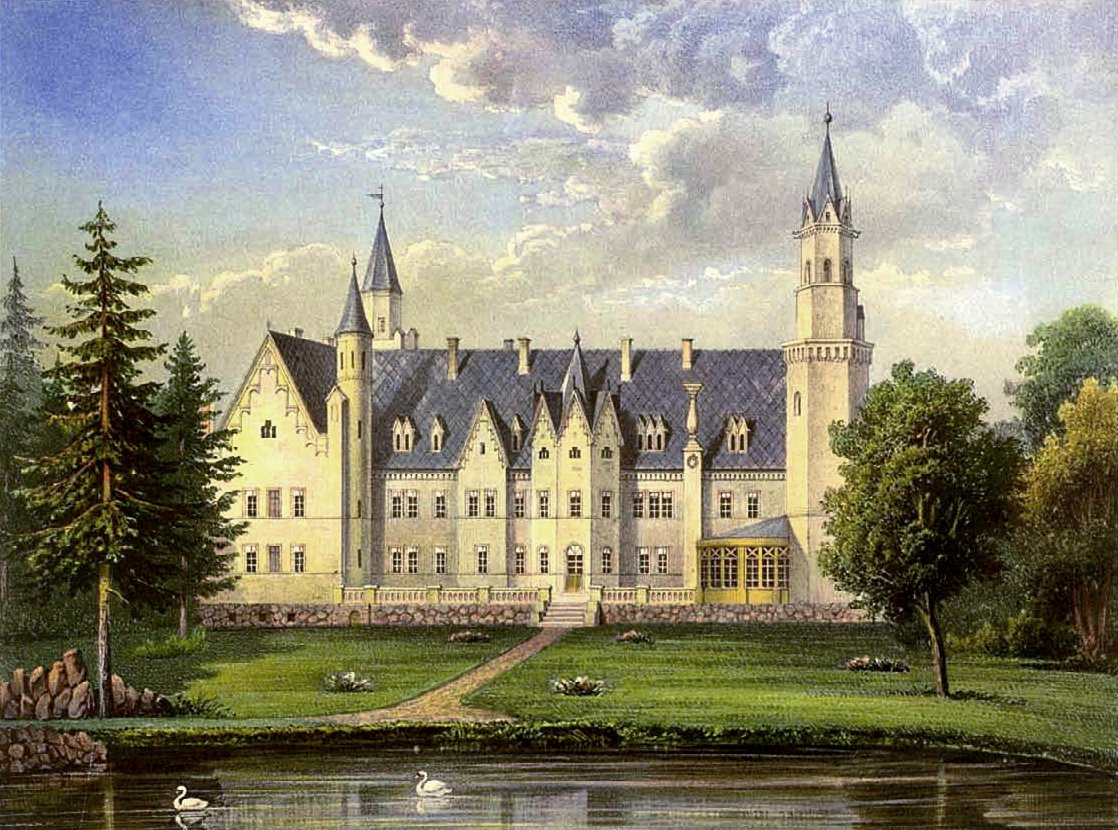
Schloss Kartlow um 1860, Sammlung Alexander Duncker

Bereits zur Zeit der urkundlichen Ersterwähnung 1245 befand sich in Kartlow ein Festes Haus der Herzöge von Pommern-Demmin. Barnim I. oder sein Sohn Bogislaw IV. belehnte zwischen 1274 und 1294 die Ritter von Heyden zur Gesamthand mit dieser fürstlichen Burg und dem zugehörigen Landbesitz. Die Burg wurde 1630 im Dreißigjährigen Krieg zerstört. Noch in den Matrikelkarten der schwedischen Landesaufnahme von 1698 ist die Burgruine westlich der im Park gelegenen Teiche eingezeichnet.
Die Familie von Heyden bewohnte bis ins 19. Jahrhundert ein größeres eingeschossiges aus drei Gebäuden bestehendes Wohnhaus in Fachwerkbauweise. Es bildete den östlichen Abschluss des Wirtschaftshofes und befand sich etwa 50 Meter östlich des heutigen Gebäudes. Vor 1852 hatten noch Umbauarbeiten am alten Herrenhaus stattgefunden. Die Zahl der Fenster am Hauptgebäude war vergrößert worden und das südliche Nebengebäude wurde entfernt.

### Bau des Herrenhauses

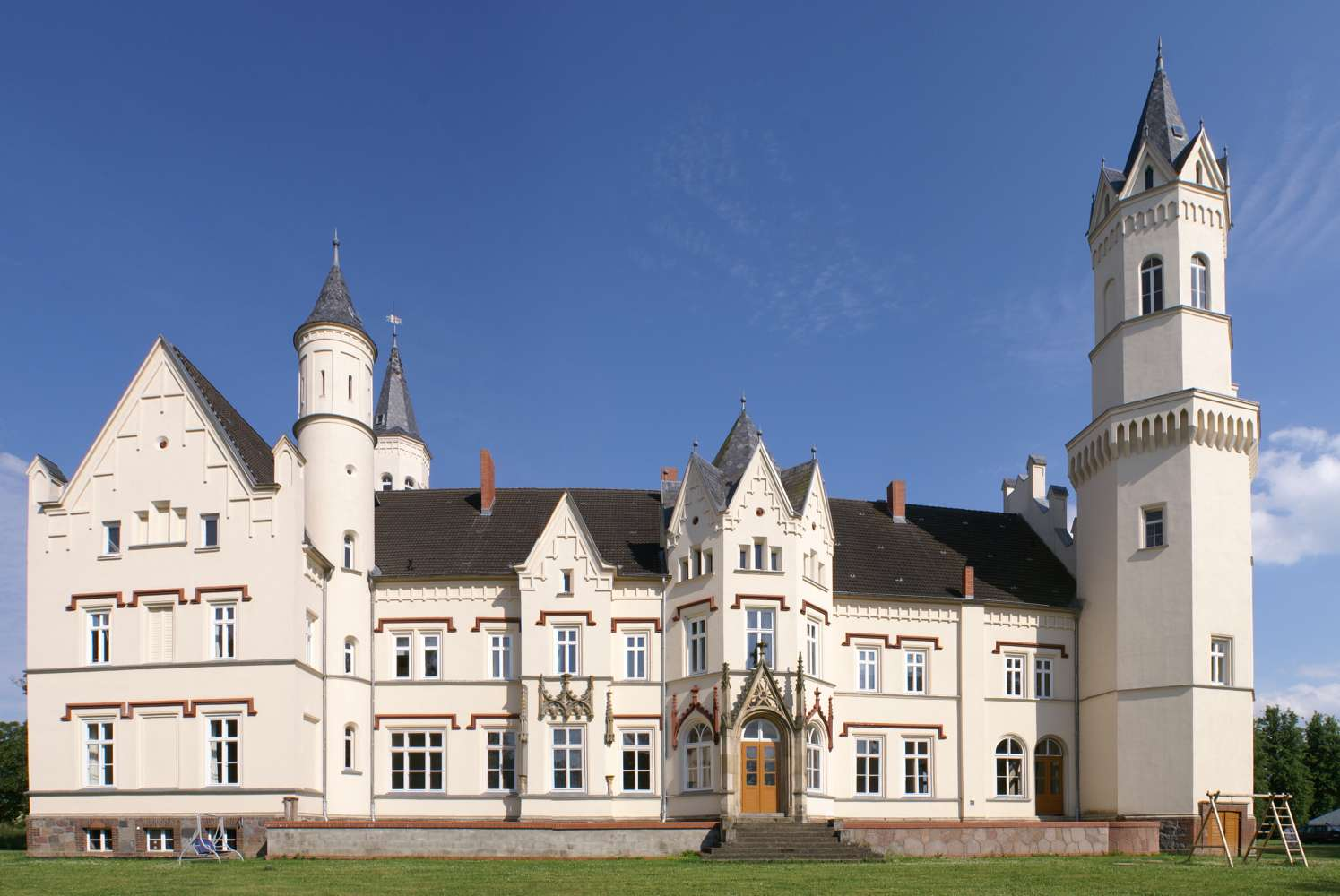
Westseite –
zum Park

Woldemar von Heyden (1809–1871) ließ in der Mitte des 19. Jahrhunderts das alte Wohngebäude abreißen. Woldemar war Generallandschaftsrat des Provinzialverbandes Pommern, Kurator des Marienstifts zu Stettin und wirtschaftlich äußerst erfolgreich. Seine Frau Athalie, geborene Fränkel, entstammte einer wohlhabenden bürgerlichen Familie und brachte eine hohe Mitgift in die Ehe. Woldemar erweiterte den Grundbesitz des Gutes, betrieb eine Bank und wollte mit einem eigenen Schiff Getreide nach Großbritannien exportieren. Er hegte den Wunsch, seinen Besitz nach Art einer englischen Grafschaft zu gestalten. So erfolgte zwischen 1853 und 1859 der Bau des neuen Herrenhauses nach Plänen des Schinkel-Schülers Friedrich Hitzig. Nur wenige Einzelheiten über den Bau des Schlosses sind bekannt. So beliefen sich die Kosten für den „Cartlower Hausbau“ auf 43.821 Taler. Zur gleichen Zeit wurde der Park nach Plänen Lennés gestaltet. Am 15. November 1856 wurde das neue Haus bezogen. Zu diesem Zeitpunkt schon seit dreißig Jahren her lag die preußische Genehmigung die Führung des Doppelnamens von Heyden-Cartlow vor.

### Gutsbesitz
Der Bauherr gründete 1863 ein Familienfideikommiss auf der Basis des Minorats, des Erbes des Letztgeborenen. So sollte die Familie und der Besitz gebunden bleiben. Seit Ende des 19. Jahrhunderts liegen Daten zum Gutsbesitz anhand der amtlich publizierten Güteradressbücher vor. 1884 umfasste allein das Rittergut Kartlow mit Vorwerk Heydenhof etwa 1058 ha, für pommersche Verhältnisse ein mittelgroßes Gut. 1939 hatte Kartlow mit Heydenhof eine Größe von 1113 ha, davon 139 ha Wald. Die Verwaltung führte ein Administrator. Zum 1863 gestifteten Fideikommiss gehörten weitere Güter. Es umfasste zum Ende des 19. Jahrhunderts 4605 ha.

### Neuere Entwicklungen

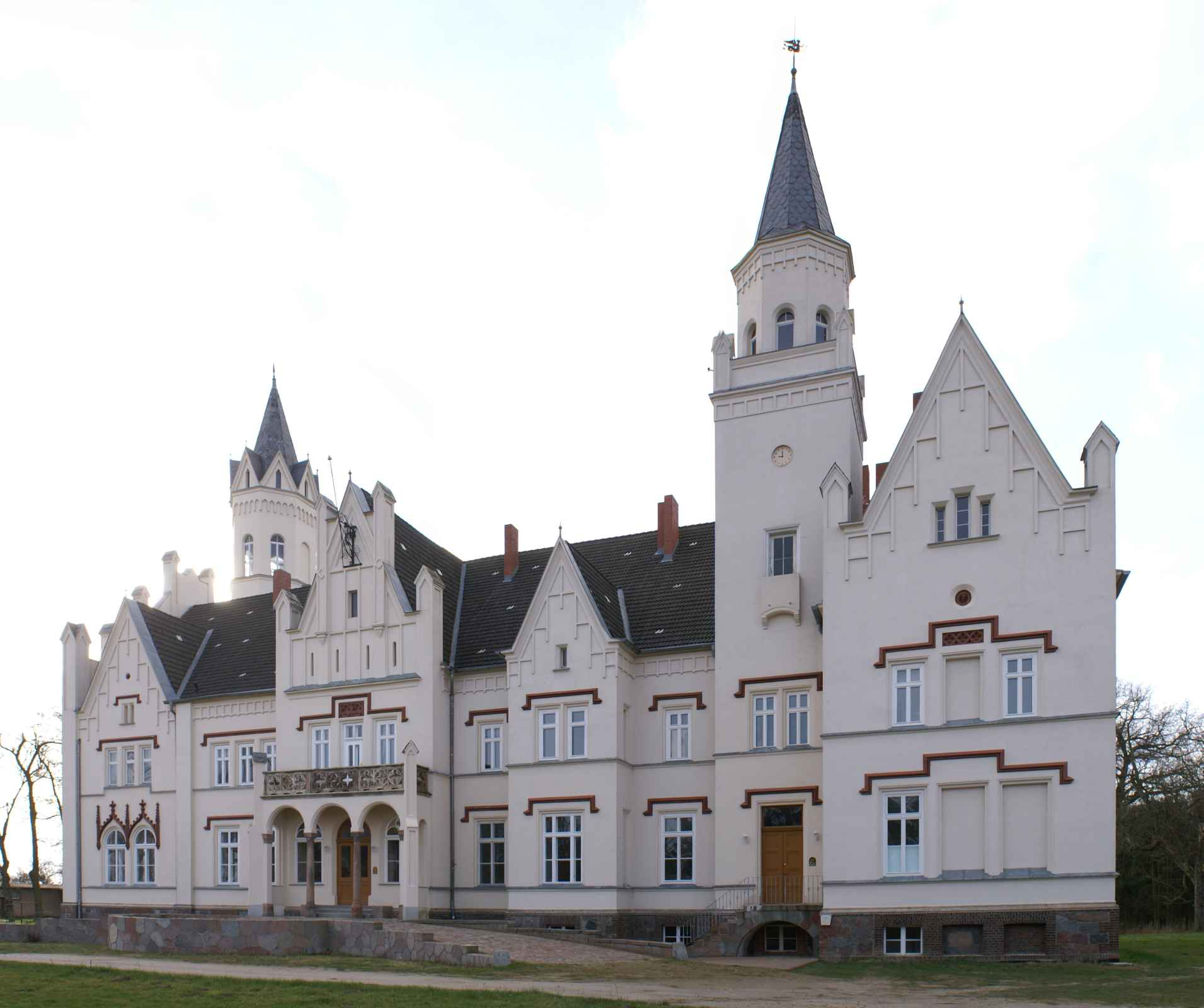
Ostseite

Die Familie von Heyden blieb bis 1945 Eigentümer des Gutes, dann ging das Gut Kartlow zusammen mit dem Herrenhaus durch die Bodenreform in den Besitz der Gemeinde über. Nach dem Krieg dienten Schloss und Park zunächst als Erholungseinrichtung für Offiziere der Sowjetarmee. Ab Herbst 1945 wurden zahlreiche Flüchtlinge einquartiert. Später wurden im Haus Wohnungen eingerichtet, die noch bis in die 1990er Jahre bewohnt waren. Weitere Räume beherbergten einen Schulsaal, einen Konsum sowie das Gemeindebüro.
Heute ist Schloss Kartlow in Privatbesitz. Nach der Sanierung der Dächer und Fassaden wurden im Obergeschoss Ferienwohnungen eingerichtet.
Nach erneutem Eigentümerwechsel und darauf folgendem Umbau der Innenausstattung steht das Schloss nicht mehr für touristische Zwecke zur Verfügung und bildet jetzt das Haupthaus eines Gestütes mit Sportpferdezucht.

## Anlage

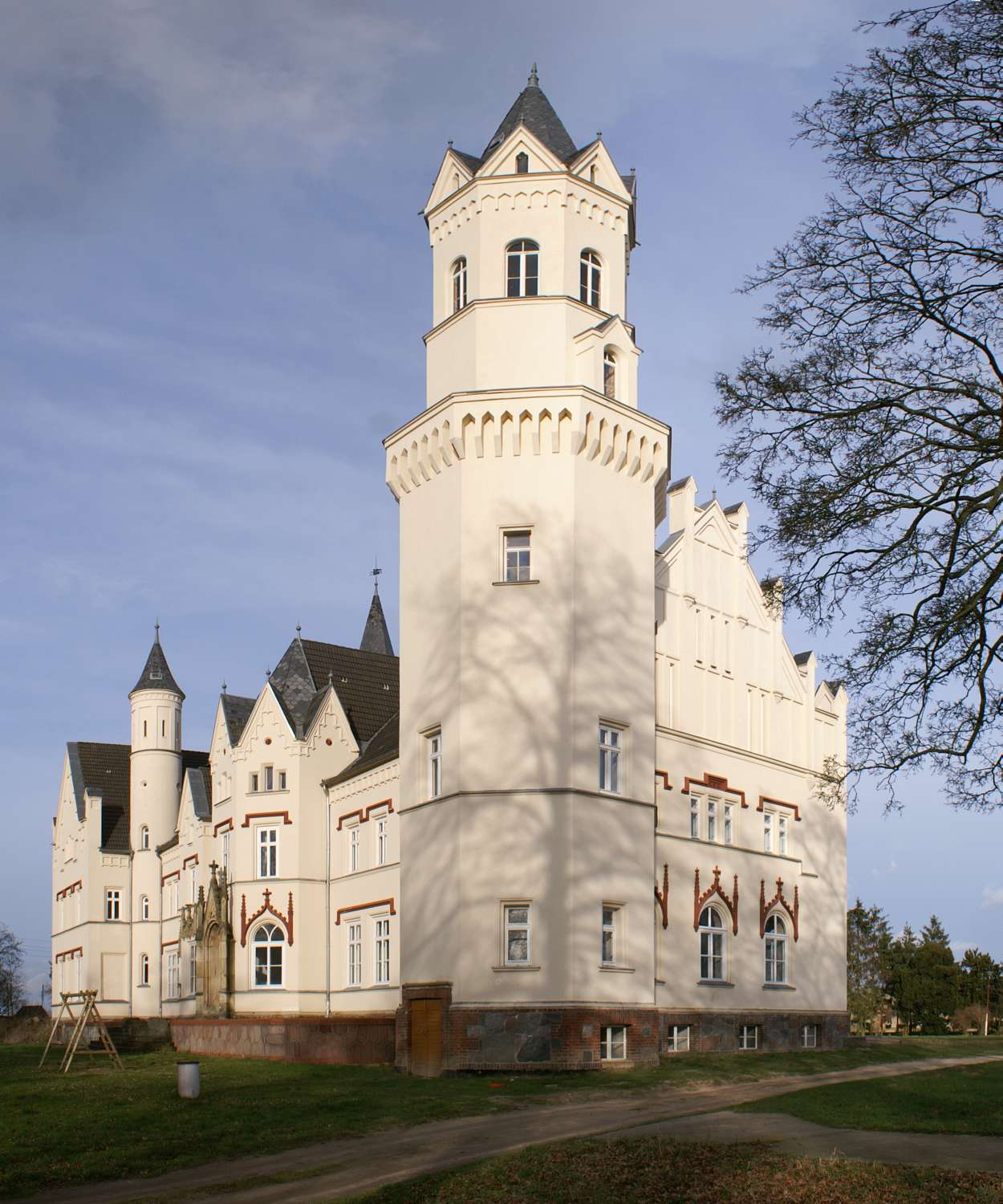
Schloss Kartlow –
südlicher Turm

### Schloss
Im Nachlass des Architekten Friedrich Hitzig fehlen Hinweise auf das Kartlower Schloss. Vergleiche mit anderen Herrenhäusern, wie dem Schloss Bredenfelde, das nachweislich von Hitzig entworfen wurde, zeigen allerdings einen hohen Grad an Übereinstimmung. Der Verleger Alexander Duncker nannte Hitzig als Baumeister Kartlows.

#### Architektur
Als architektonisches Vorbild gilt Schloss Chambord in Frankreich. Jedoch ist im Unterschied dazu das herausragende Merkmal des im Renaissancestil mit neogotischen Elementen errichteten Herrenhauses seine Asymmetrie. Diese steht auch im Gegensatz zur Symmetrie der überwiegenden Zahl der Gutshäuser, die oft im Stil des Klassizismus gebaut wurden. Interessant ist die Kombination unterschiedlicher Bauteile mit verschiedenen Dekorationselementen, die trotzdem zu einer geschlossenen Gesamtwirkung führen.
Kennzeichnend für das Herrenhaus sind die drei Türme und die verschiedenen Giebel. Besonders der große südwestliche Turm mit achteckigem Grundriss dominiert das Gebäude. Der rechteckige nordöstliche Turm, der oberhalb des Daches ebenfalls einen oktogonalen Grundriss besitzt, enthält eine vom Wirtschaftshof sichtbare Uhr. Der kleinste, nordwestliche Turm besitzt einen kreisförmigen Querschnitt.
Auf der westlichen, zum Park gelegenen Seite befindet sich eine Terrasse, die fast die gesamte Breite einnimmt. Der früher vorhandene Wintergarten, der sich vor den westlichen Fenstern des Festsaales befand, wurde im Zuge der Sanierung ebenfalls wieder, sehr nah am Original, aufgebaut.

#### Inneneinrichtung

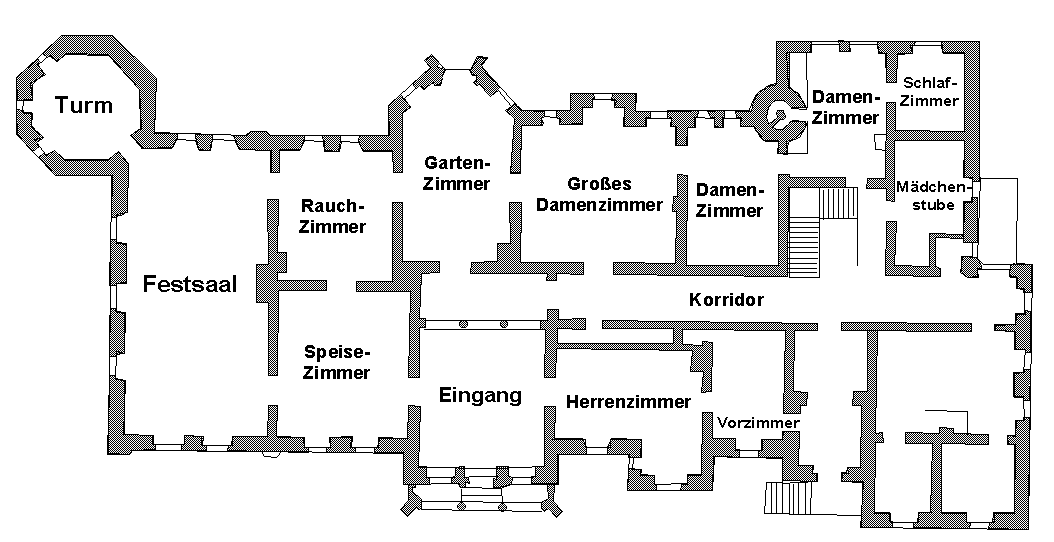
Grundriss der Hauptetage

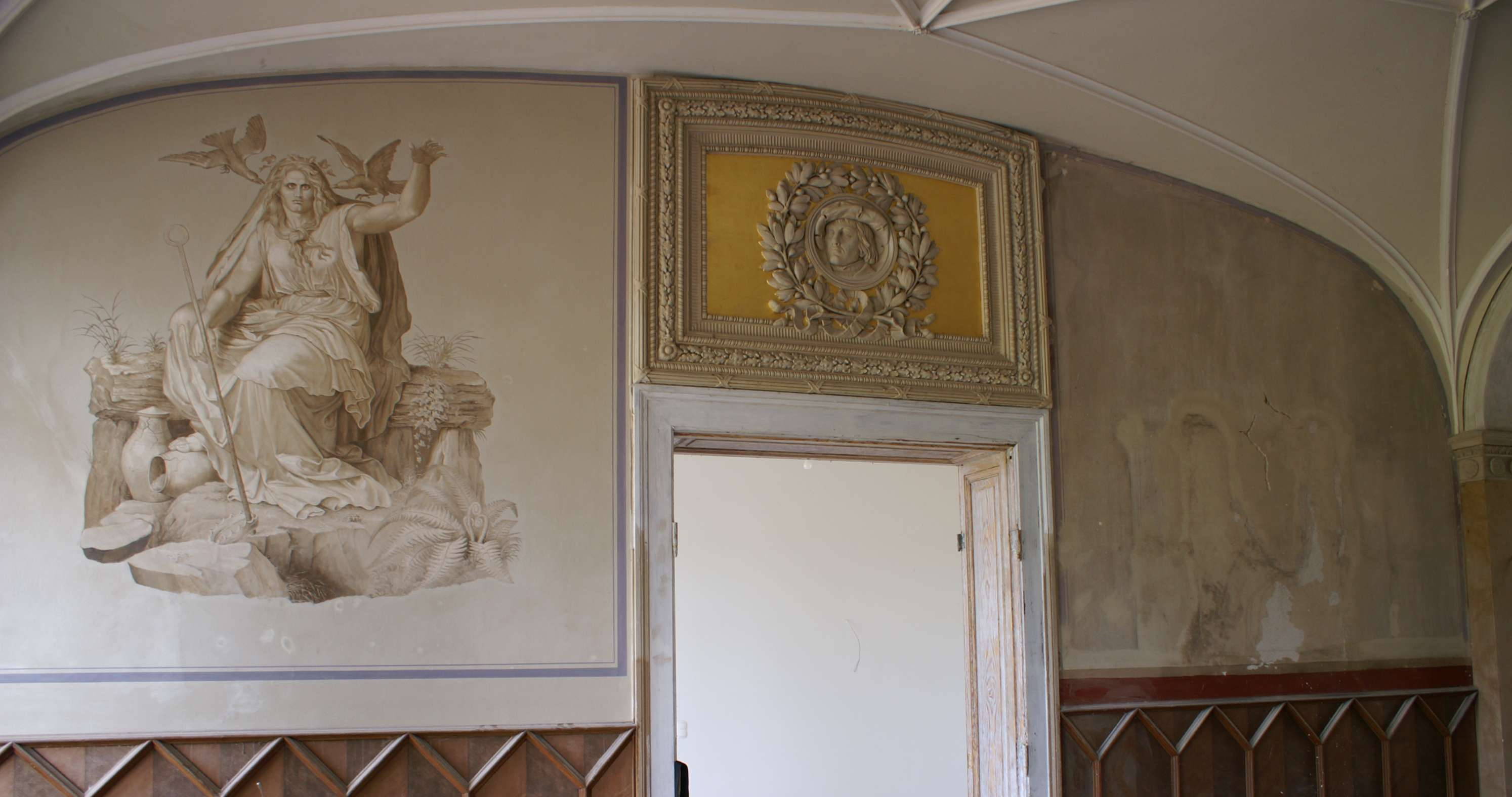
Die Sage und Ulrich von Hutten in der Eingangshalle

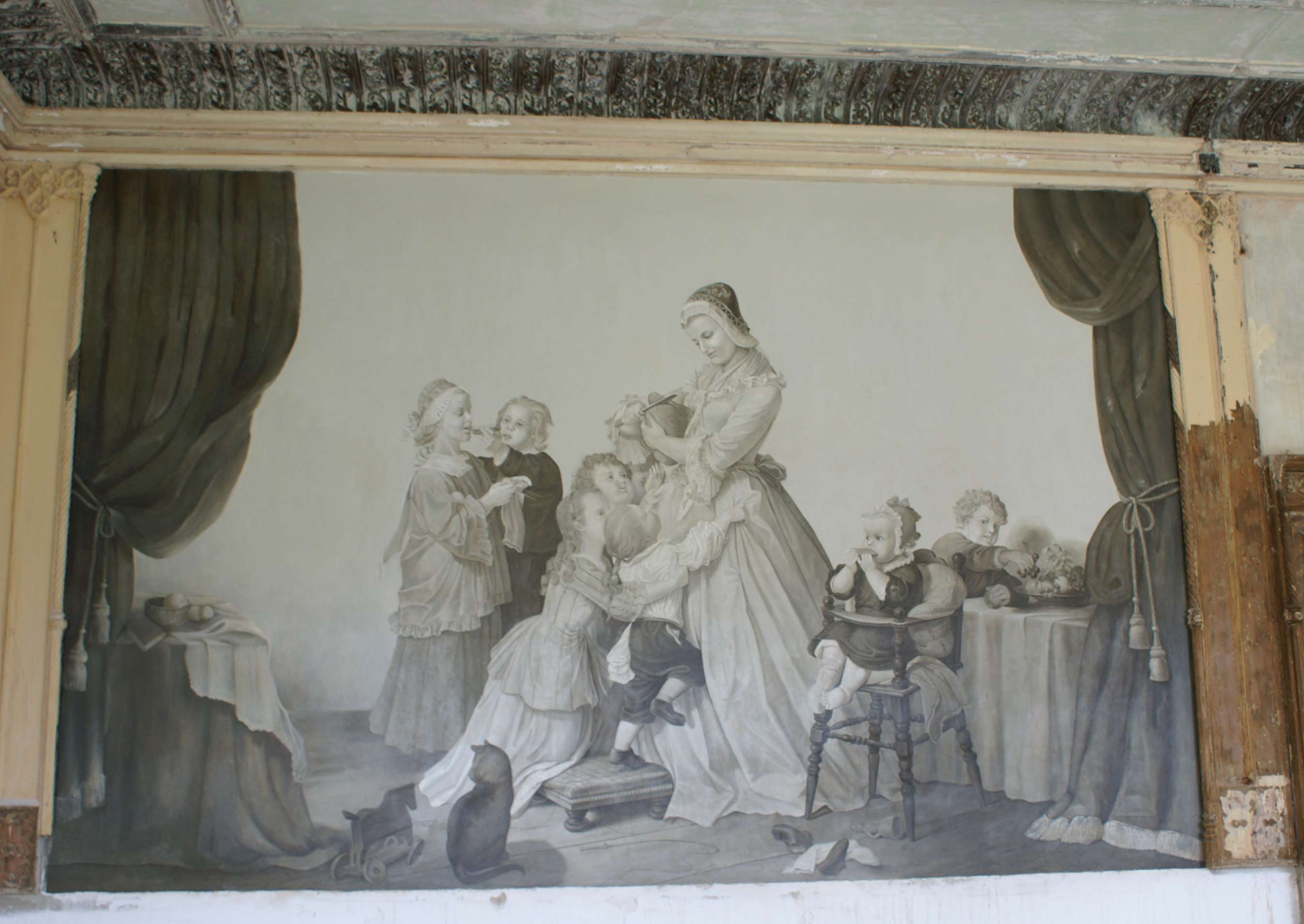
Wandbild im Damenzimmer

Der Haupteingang befindet sich auf der Ostseite zum ehemaligen Wirtschaftshof und wurde in Form einer Portikushalle errichtet, deren obere Etage als Altan begehbar ist. Im Inneren der Eingangshalle sind mehrere Wandgemälde erhalten. Diese waren kurz nach Ende des Zweiten Weltkriegs übertüncht worden. 1986 wurde mit der Freilegung und Restaurierung begonnen. Zu den in Wachsmalerei ausgeführten Gemälden gehören eine Darstellung des Moses mit dem goldenen Kalb zu seinen Füßen und des Bonifatius im Bischofsgewand mit der von ihm gefällten Donareiche. Bei diesen handelt es sich um die Kopien von zwei Bildern des Malers Wilhelm von Kaulbach, deren Originale während des Zweiten Weltkriegs in Berlin zerstört wurden. Ein drittes Bild gegenüber dem Eingang zeigt Martin Luther an einem Schreibtisch sitzend. Das vierte Wandbild ist eine Allegorie der Sage. Auf acht Medaillons sind Porträts bedeutender Personen der Reformationszeit dargestellt. Der Porträtkopf Martin Luthers befindet sich auch auf einem Stuckrelief über dem Eingang zum Herrenzimmer. Über der gegenüberliegenden Tür zum Speisezimmer ist ein zweites Relief mit dem Bildnis des Ulrich von Hutten angebracht.
Von der Inneneinrichtung ist nach 1945 vieles verloren gegangen. So fehlen die hölzernen Wandverkleidungen der meisten Räume der Hauptetage und ein marmorner Kamin. Die Restaurierung der Kassettendecke mit Stuckelementen im Festsaal konnte bereits abgeschlossen werden.
Vom Mobiliar ist nichts mehr vorhanden. Nur mehrere Terrinen aus einem vielteiligen Service, hergestellt in der königlich-preußischen Porzellanmanufaktur, die 1945 in Kartlow vergraben worden waren, befinden sich heute als Leihgabe im Kreisheimatmuseum Demmin. Das Service, ein Geschenk Friedrichs II. an den Generalmajor Otto Leopold Ehrenreich von Gloeden, kam 1803 als Teil der Mitgift in die Familie von Heyden.
Weitere Wandgemälde mit Darstellungen von Frauen in verschiedenen Lebensphasen befinden sich im großen Damenzimmer. Die Szenen mit Literaturinterpretationen gehörten zum Stil der im 19. Jahrhundert beliebten Dichterzimmer. Die Darstellungen sind an Werke der Maler Eduard Bendemann, Moritz von Schwind und Wilhelm von Kaulbach angelehnt. Erst in der Mitte des 20. Jahrhunderts wurden die Bilder unter alten Tapeten wiederentdeckt, mit denen sie bereits 1885 überklebt worden waren.

### Park

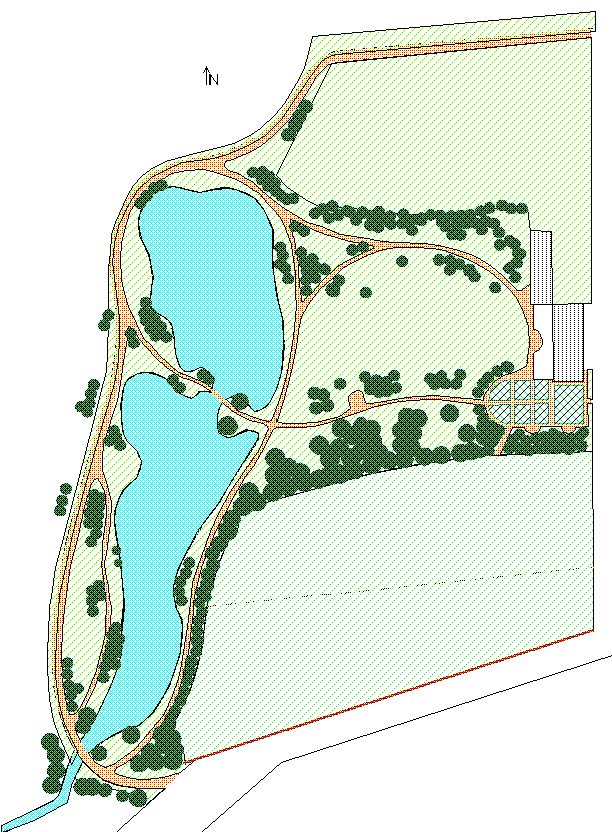
Skizze des Parkentwurfs (überarbeitet)

Vom Entwurf des Parks durch Lenné ist eine Durchzeichnung erhalten geblieben. Sie stammt von seinem Mitarbeiter Gerhard Koeber und ist auf 1840 datiert. Die Gestaltung des Parks erfolgte in einem Zeitraum von zwei Jahrzehnten. Zu dieser Zeit erhielten auch die im Park gelegenen Teiche ihre heutige Gestalt. Der heute hochgewachsene Buchen- und Ahornbestand westlich der Teiche gehörte nicht zum Entwurf Lennés, er wurde wahrscheinlich in den letzten Jahrzehnten des 19. Jahrhunderts angelegt. Auch das südlich des Herrenhauses gelegene Areal, auf dem zu DDR-Zeiten ein Sportplatz errichtet wurde, war zu dieser Zeit bepflanzt worden. Im Gegensatz zu heute blieb das Schloss den Durchreisenden weitgehend verborgen.
In den Nachkriegsjahren wurde im Park Brennholz gewonnen und viele Schlossbewohner errichteten sich Schuppen zur Lagerung ihrer Habe. In den 1960er Jahren wurde eine Freilichtbühne gebaut, deren Reste im Juni 2007 beseitigt wurden. In der Schlossgärtnerei wurden Kartoffeln gezüchtet. Zu dieser Zeit durchgeführte Meliorationsmaßnahmen verminderten die Frischwasserzufuhr zu den früher auch zur Karpfenzucht genutzten Teichen, so dass diese verschlammten.

### Gutshof

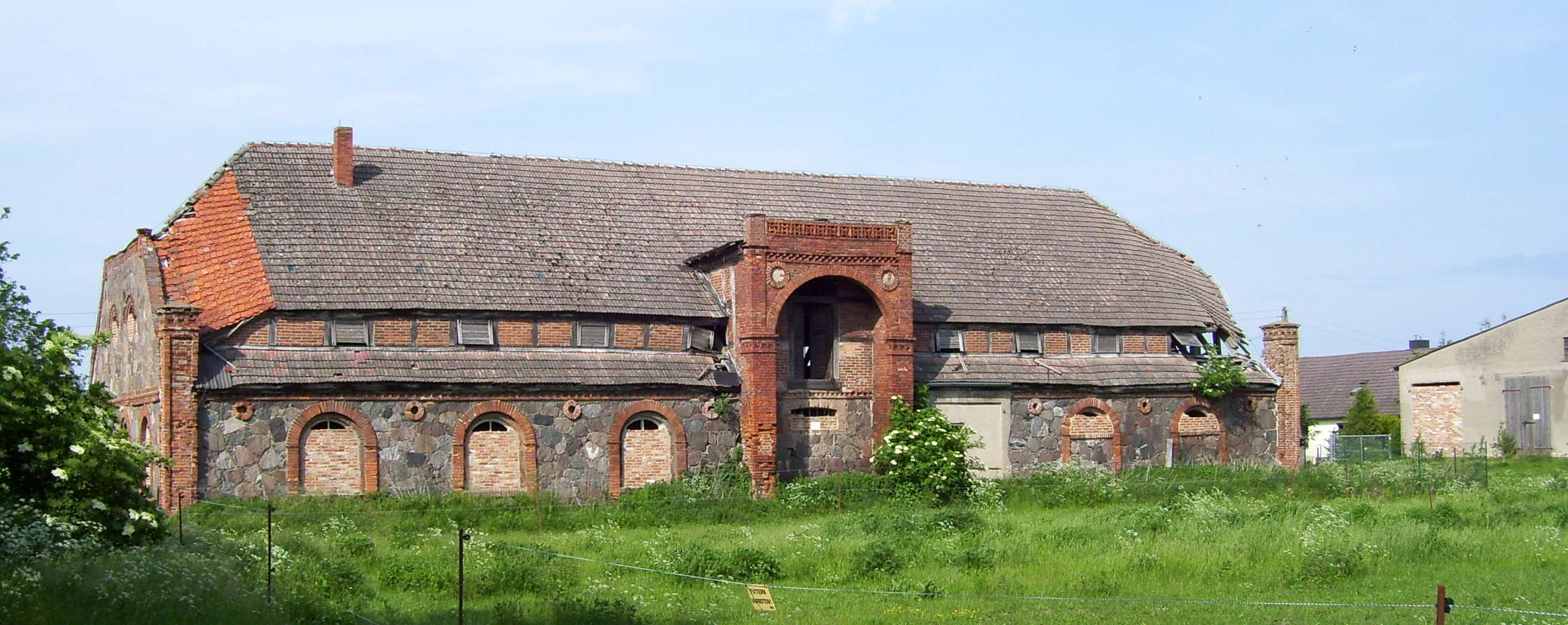
Ackerpferdestall, später LPG-Büro

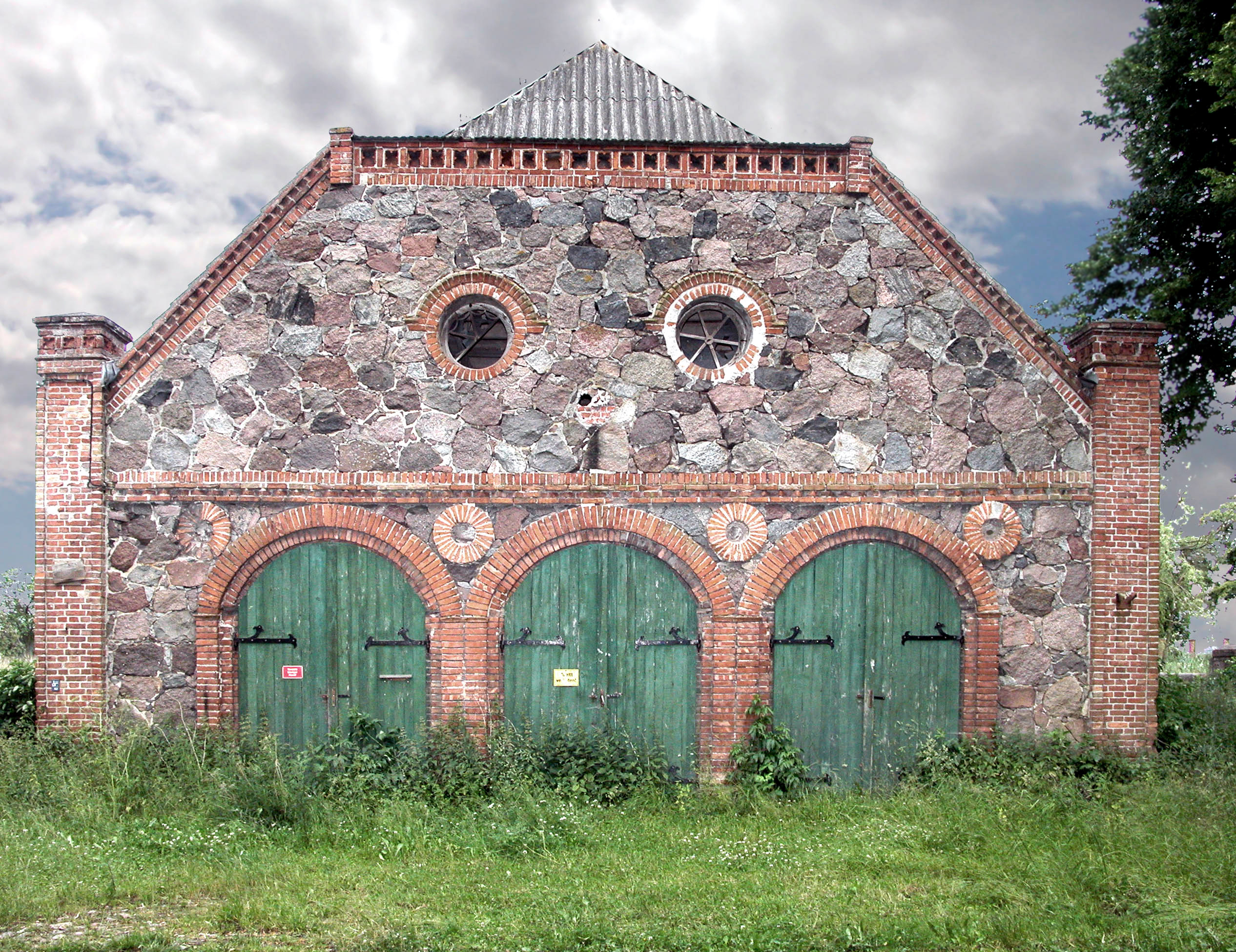
Rittergut Kartlow, Wirtschaftsgebäude

Ein Brand zerstörte 1800 den alten Wirtschaftshof, damals noch westlich zwischen den Teichen und dem alten Herrenhaus gelegen. Bis 1820 wurde er östlich des Hauses neu errichtet. Ende des 19. Jahrhunderts kam ein Sägewerk dazu. Im Ackerpferdestall befanden sich auch die Räume der Gutsverwaltung, in denen nach 1945 drei Neubauernfamilien untergebracht waren. Später befand sich hier auch die Gemeindeverwaltung und nach der Gründung der LPG 1955 hatte diese dort ihre Büroräume. Eine Scheune wurde zur Baumaterialgewinnung für Neubauernhäuser abgetragen, zwei weitere Gebäude fielen Bränden zum Opfer. Mehrere Stallgebäude sind noch vorhanden und wurden in den letzten Jahren ebenfalls, wie auch die Schmiede, aufwendig saniert.